# 南非矿业
南非矿业是指南非境內的採礦業。南非一度依靠境內的採礦業成為非洲最發達的經濟體。1867 年，Erasmus Jacobs在奥兰治河沿岸发现了一颗钻石，随后他在金伯利發現當地礦產富饒，並開始在當地採礦。之後朝圣者之休、巴伯顿以及威特沃特斯兰德出現了淘金热，當地同樣出現了不少金礦。
現今南非境內的钻石和黄金产量已不如以往的高峰時期，不過南非的黄金产量仍排名全球第五。該國也是世界上最大的铬、锰、铂、钒和蛭石生产國 ，钛铁矿、钯、金红石和锆的第二大生产国 以及世界第三大煤炭出口国。2012年，南非超过印度成为世界第三大铁矿石出口國。  2021年，南非矿业部门对该国GDP的贡献率7.5%。
鉴于南非采矿业存在腐败和管理不善的历史，2013年初，非国大秘书长谷威迪·曼塔什（Gwede Mantashe）宣布，如果采矿公司故意虚报其意图，将会被吊销许可证。这一措施旨在加强对南非矿业的监管和打击腐败现象。
2021年，南非是世界上最大的铂生产国， 同时也是大的铬和锰生产国，以及第七大铁矿石生产国。